# 빅터 밀란

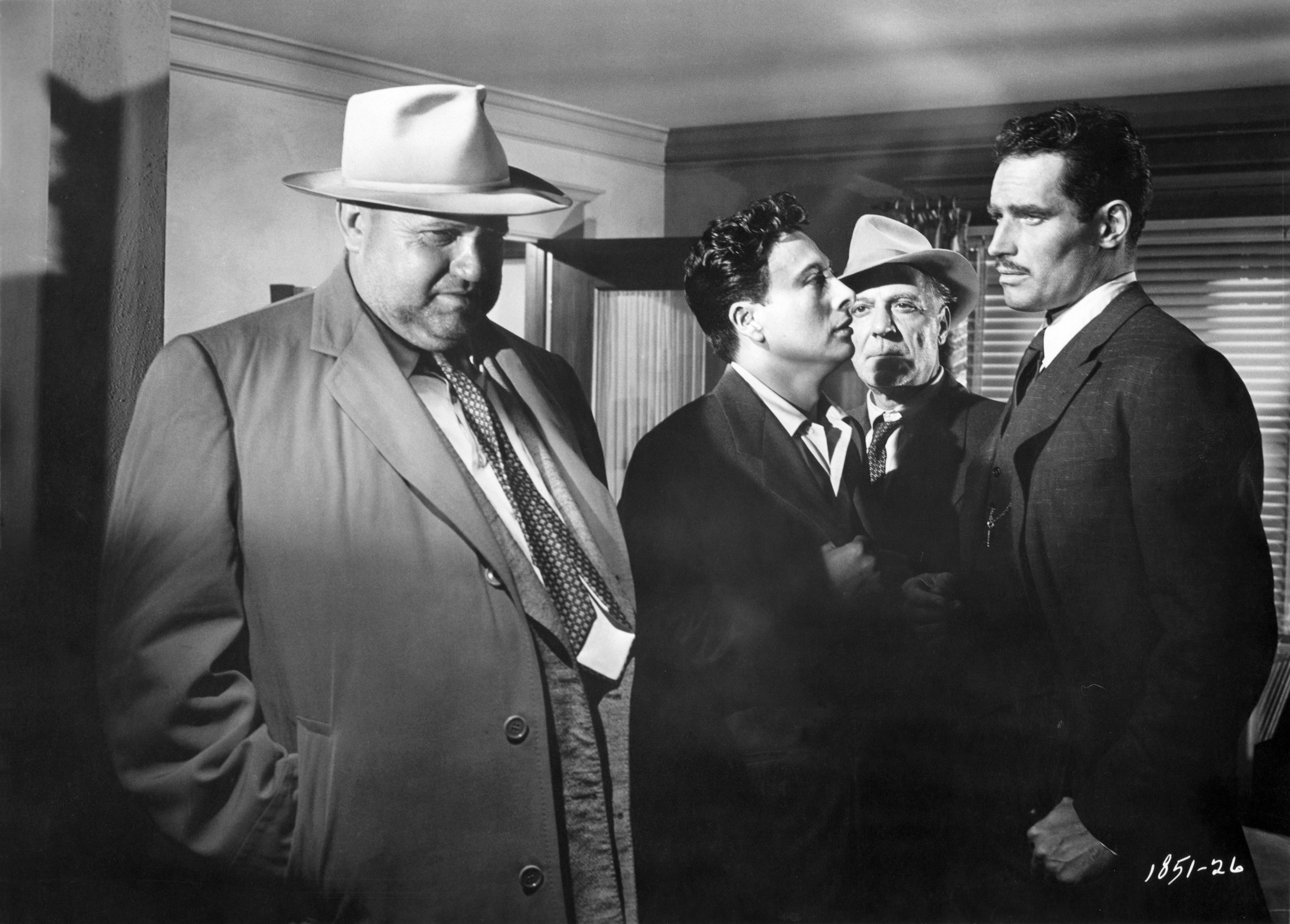

빅터 밀란(Victor Millan, 1920년 8월 1일 ~ 2009년 4월 3일)은 미국의 배우, 텔레비전 배우이다.
캘리포니아주에서 태어났으며 샌타모니카에서 사망하였다.

## 영화
- 스카페이스 (1983년)
- 암흑가의 밤 (1979년)
- 초인 사베지 (1975년) - 킹 차악 역
- 세비지 (1973년)
- 샌프란시스코 수사반 (1972년)
- 닥터 웰비 (1969년)
- 사건비화 (1967년)
- FBI (1965년)
- 도망자 (1963년)
- 연방 경찰 (1959년)
- 테러 인 어 텍사스 타운 (1958년)
- 검은함정 (1958년)
- 자이언트 (1956년)
- 디즈니랜드 (1954년)